# Harrislee
Harrislee (danese Harreslev) è un comune nel nord dello Schleswig-Holstein la regione più settentrionale di Germania molto vicino alla città di Flensburgo.
Il territorio comunale funge da confine tra la Germania e la Danimarca.

## Geografia fisica
Nella territorio comunale incontriamo i centri di Harrislee-Feld, Harrislee-Dorf, Slukefter, Niehuus (Nyhus), Kupfermühle (Kobbermølle), Wassersleben (Sosti) e Harrisleehof.

## Storia
La prima testimonianza scritta su Harrislee la troviamo in un documento della cattedrale di Schleswig datato 1352. anche se la presenza umana nell'area risale a tempi remoti vista la presenza nel territorio comunale di tre Megaliti, Dolmen.

## Religione
Ad Harrislee troviamo
- una chiesa evangelica tedesca Versöhnungskirche,
- una chiesa evangelica danese Harreslev Danske Kirke
- una chiesa cattolica St. Marien Schmerzhafte Mutter,
- ed alcune sale del regno dei testimoni di Geova.

## Politica
Le elezioni comunali tenute nel 2003 hanno visto la vittoria del partito Cristiano Democratico CDU col 38,6% mentre le altre presenze nel consiglio comunale furono così composte ai Socialdemocratici SPD (il 32,7%) e al gruppo per il Schlewig del sud SSW (il 28,7%).

## Cultura
Nel territorio comunale di Harrislee ci sono due musei entrambi nella località di Kupfermühle:
- Das Industriemuseum Kupfermühle
- Kobbermølle Museum

## Società

### Lingue e dialetti
Nel territorio comunale possiamo incontrare parlanti madrelingua di tre diverse lingue il tedesco detto anche standarddeutsch il basso tedesco considerato un dialetto del primo e il danese data la vicinanza e la storia di questa zona.

## Amministrazione

### Gemellaggi
- Bov (Danimarca)